# Vis (insulă)
Vis (în italiană Lissa) este o insulă din Marea Adriatică, aparținând grupului central al insulelor din arhipelagul dalmat din apele interioare ale Croației.

## Vezi și
- Ranko Marinković